# Mentuhotep (vương hậu)
Đối với những người có cùng tên gọi, xem Mentuhotep.
Mentuhotep là một vương hậu sống vào thời kỳ Chuyển tiếp thứ Hai trong lịch sử Ai Cập cổ đại. Bà là người vợ duy nhất được biết đến của pharaon Djehuti. Thời kỳ Chuyển tiếp thứ Hai là một giai đoạn đầy "sự hỗn loạn", vì thế thứ tự vương triều mà Djehuti trị vì vẫn chưa được xác định. Mentuhotep được gọi là "Người vợ Vĩ đại của Pharaon", là danh hiệu cao quý mà một vương hậu được phong. Một danh hiệu khác của bà là Khenemetneferhedjet (Hợp nhất với vương miện trắng).

## Vật dụng tùy táng
Vương hậu Mentuhotep được biết đến từ một cái hộp đựng mỹ phẩm, một cái muỗng múc mỹ phẩm và một bình sứ. Rương mỹ phẩm được làm từ cói và gỗ, đặt trên một giá đỡ có cùng vật liệu. Toàn bộ lại được đặt trong một cái rương canopic, trên rương có khắc tên của Djehuti và Mentuhotep. Ngoài ra còn 5 bình bằng đá vôi và một bình bằng đá serpentine cũng được tìm thấy từ nơi chôn cất của vương hậu, Dra' Abu el-Naga' gần Thebes. Những món đồ tùy táng này đều được phát hiện bởi nhà khảo cổ người Ý tên là Giuseppe Passalacqua. Chúng hiện đang được trưng bày tại Bảo tàng Neues (Berlin).
Một cỗ quan tài được Passalacqua cho là đã tìm thấy cùng chỗ với những món đồ ở trên, nhưng nó lại không phải là quan tài của vương hậu Mentuhotep, được chỉ ra bởi Winlock và Dodson. Winlock cho rằng, Passalacqua đã không có mặt ở buổi khai quật, và cỗ quan tài mà nhà khảo cổ John Gardner Wilkinson tìm được mới chính là cỗ quan tài bên trong ngôi mộ. Dodson cũng cho rằng, cỗ quan tài mà Wilkinson tìm được không trùng với cái mà Passalacqua đã phát hiện, nhưng đồng ý với việc rương canopic là do chính Passalacqua tìm thấy.

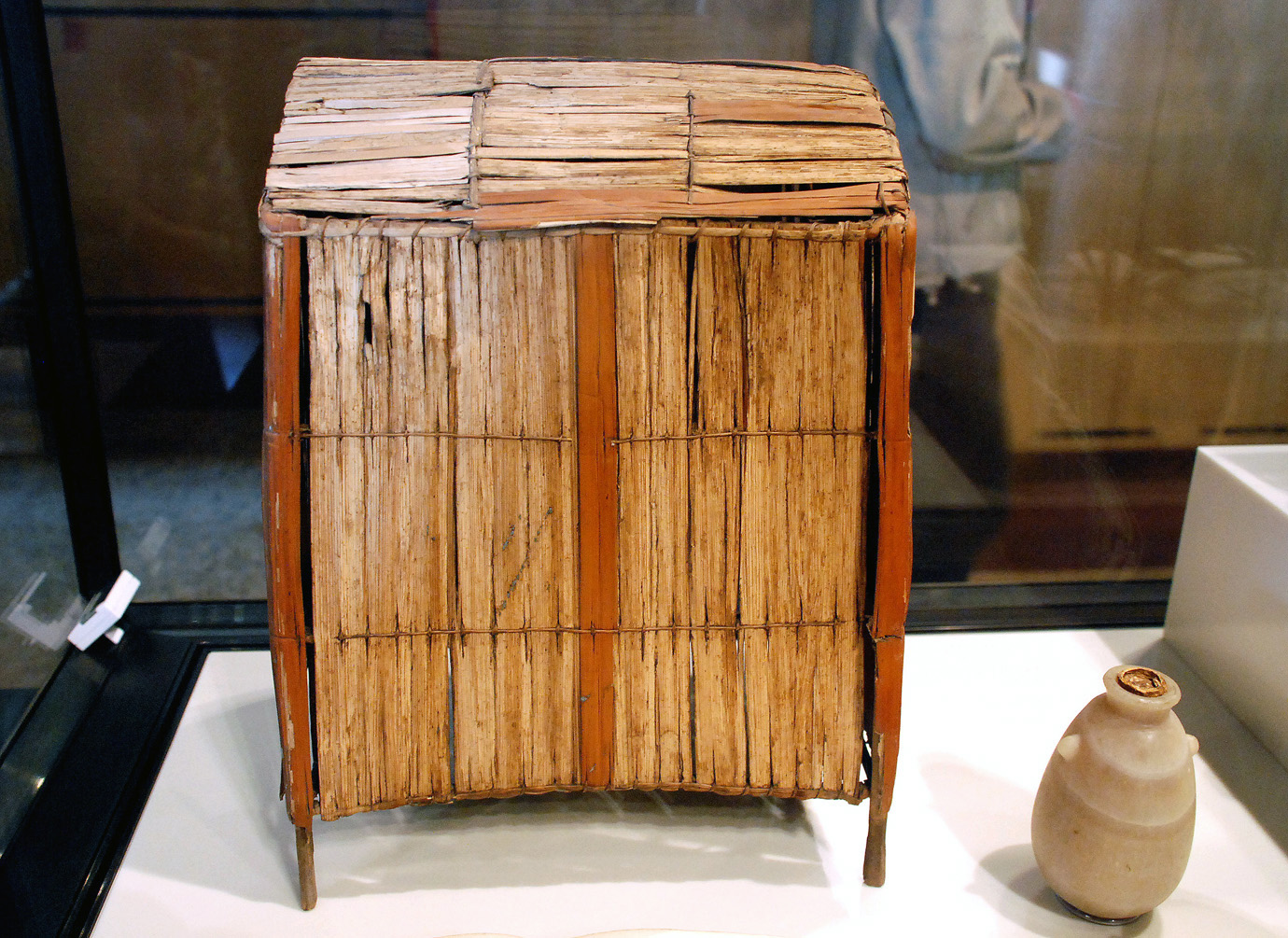
Rương canopic bên ngoài.

Theo Wilkinson, cỗ quan tài ông tìm được có hình chữ nhật và vừa y với ngôi mộ, nhưng lại không được trang trí hình ảnh các vị thần. Trên quan tài có ghi rằng bà là con gái của tể tướng Senebhenaf và một người phụ nữ tên là Sobekhotep. Bên trong quan tài được ghi các câu thần chú, nhiều trong số đó được chép từ Quyển sách của cái chết. Cỗ quan tài của Mentuhotep này là một trong những nguồn sớm nhất cho các vật dụng tang lễ này. Còn Giuseppe Passalacqua đã mô tả một cỗ quan tài hình người được trang trí với hình ảnh của các vị thần, được cho là mang phong cách của cuối thời kỳ Tân vương quốc. Các cỗ quan tài ngày nay đã không còn.
Do đó, Winlock đã kết luận rằng có hai vương hậu cùng mang cái tên Mentuhotep. Một người là vợ của vua Djehuti, người còn lại được biết đến qua cỗ quan tài của bà. Nhiều hũ lọ bằng đá thạch cao tuyết hoa cũng được tìm thấy chung với những món vật tùy táng kể trên, nhưng chúng có niên đại từ thời Vương triều thứ 25.